# Almost Heroes
Almost Heroes is een Amerikaanse komische avonturenfilm uit 1998 van Christopher Guest met in de hoofdrollen onder meer Matthew Perry en Chris Farley. Het is de laatste film waarin Farley een significante rol had. Hij overleed vijf maanden voor de première. De film is aan hem opgedragen.

## Verhaal
In het begin van de 19e eeuw ondernamen Meriwether Lewis en William Clark een poging om over het Amerikaanse vasteland de Stille Oceaan te bereiken. In deze film neemt de fictieve aristocraat Leslie Edwards (Matthew Perry) het tegen hen op. De ijdele Edwards is ambitieus en beschikt over voldoende financiering, maar hij is nogal beschermd opgevoed en weet bar weinig van de wildernis. Hij huurt de luidruchtige, ordinaire Bartholomew Hunt (Chris Farley) in, maar al snel blijkt die minder ervaren en kundig te zijn dan aanvankelijk beweerd. Onderweg komen ze tal van gevaren tegen, maar krijgen ze hulp van de jonge Indiaanse Shaquinna (Lisa Barbuscia).

## Rolverdeling
| Acteur          | Personage        | Opmerkingen                       |
| --------------- | ---------------- | --------------------------------- |
| Matthew Perry   | Leslie Edwards   | aristocraat                       |
| Chris Farley    | Bartholomew Hunt | zogenaamde wilderniskenner        |
| Lisa Barbuscia  | Shaquinna        | Indiaanse, gebaseerd op Sacagawea |
| Bokeem Woodbine | Jonah            |                                   |
| Eugene Levy     | Guy Fontenot     |                                   |
| Lewis Arquette  | handelaar        |                                   |
| Harry Shearer   | verteller        |                                   |